# Șoimi
Șoimi è un comune della Romania di 2 881 abitanti, ubicato nel distretto di Bihor, nella regione storica della Transilvania.
Il comune è formato dall'unione di 8 villaggi: Borz, Codru, Dumbrăvița de Codru, Poclușa de Beiuș, Sînicolau de Beiuș, Șoimi, Ursad, Urviș de Beiuș.